# Lede (Kruisem)
Lede is een dorp in de Belgische provincie Oost-Vlaanderen. Samen met Wannegem vormt het Wannegem-Lede, een deelgemeente van Kruisem. Lede was begin 19e eeuw een zelfstandige gemeente en vormt het zuidoostelijk deel van de deelgemeente.

## Geschiedenis

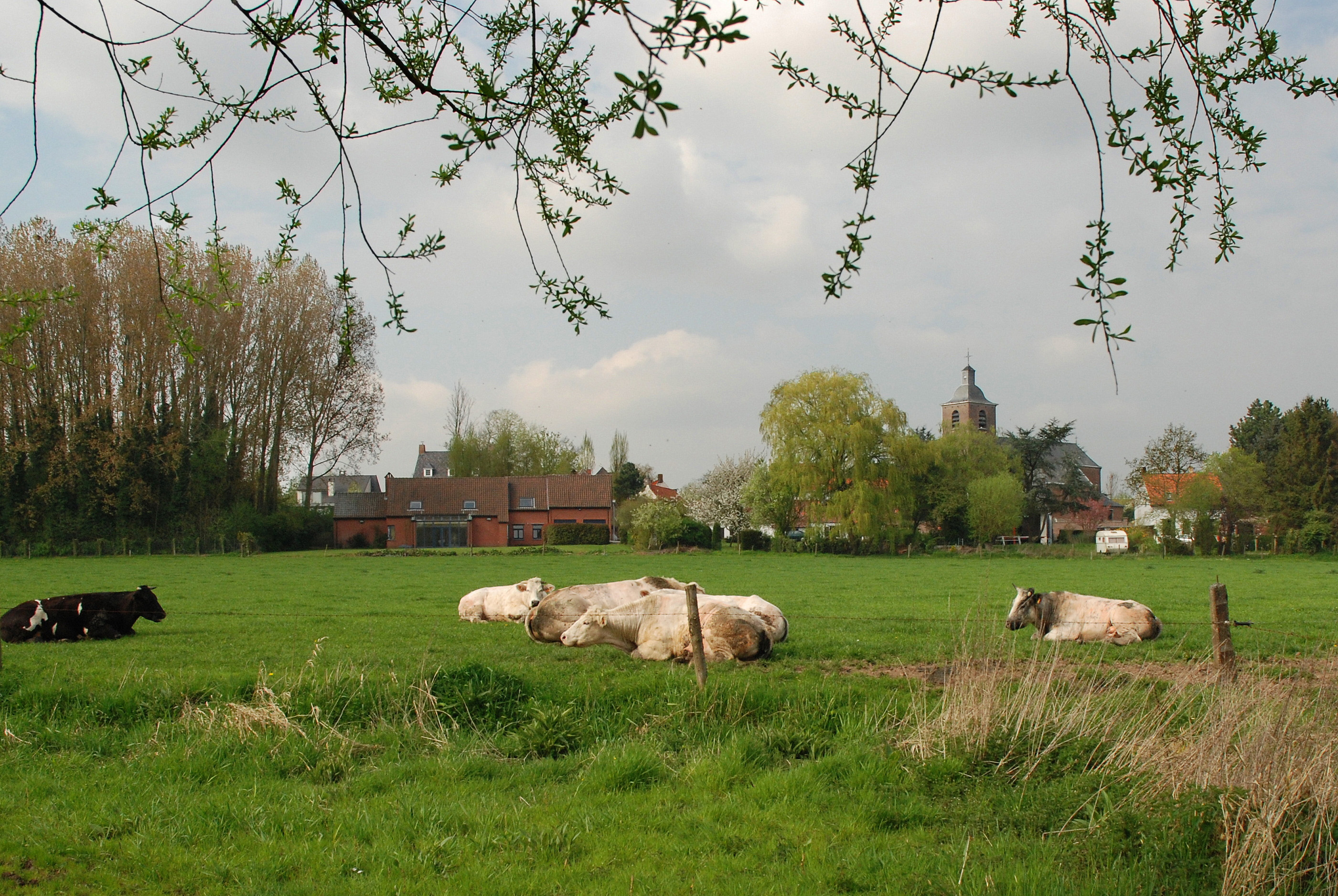
Gezicht op Lede

In de omgeving werden enkele mesolithische, neolithische en Gallo-Romeinse sporen teruggevonden. Lede werd in 1038 al vermeld in het Liber Traditionum van de Sint-Pietersabdij in Gent als Letha. De naam is afkomstig van de Germaanse vorm litha, wat helling betekent.
In de middeleeuwen lagen iets ten westen de heerlijkheden Wannegem en "Heuverhuus" of "Heuverhuis". In 1414 werd de heerlijkheid Lede verenigd met de heerlijkheden Wannegem en Heuverhuus tot één heerlijkheid, Heuverhuus.
In 1765 werd de heerlijkheid gekocht door de Gentse baron François Baut de Rasmon. Zijn zoon Alphonse liet in 1783 in Heuverhuis een nieuw kasteel optrekken, in het gebied tussen de dorpjes Lede en Wannegem.
Op het eind van het ancien régime werd Lede een zelfstandige gemeente. Ook Wannegem werd een afzonderlijke gemeente. Bij een decreet uit 1809 werden beide gemeente weer samengevoegd tot de nieuwe gemeente Wannegem-Lede. Bij de gemeentelijke fusies van 1977 werd Wannegem-Lede bij Kruishoutem gevoegd. In 1981 werd de omgeving van de pastorie, die een groot deel van het dorpscentrum omvat, beschermd als dorpsgezicht. In 2019 fuseerden Kruishoutem en Zingem tot de nieuwe gemeente Kruisem.

## Bezienswaardigheden

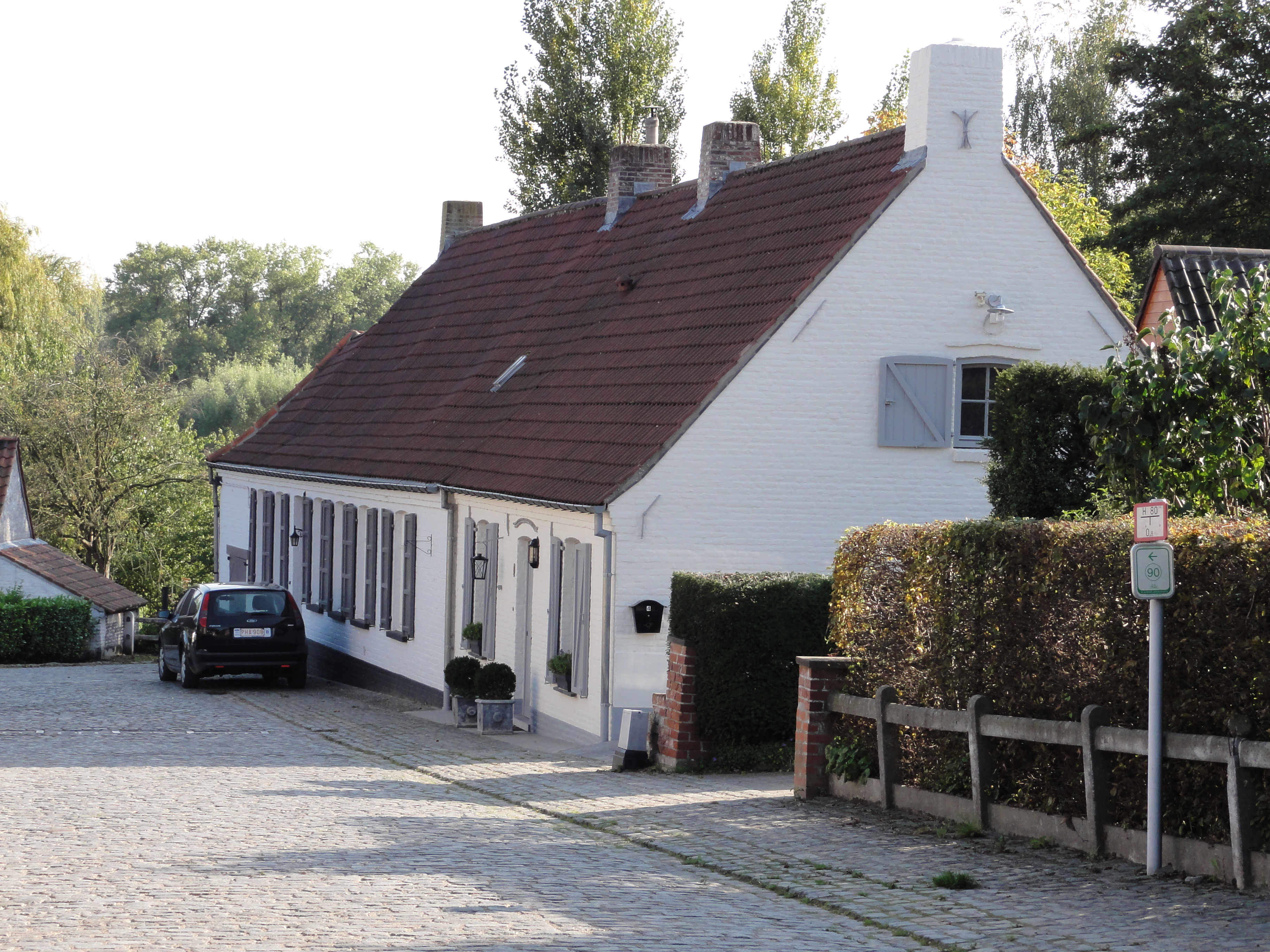
Lededorp

- De Sint-Dionysiuskerk
- Kasteel van Wannegem-Lede
- De pastorie
- De beschermde dorpskern

## Natuur en landschap
Lede ligt in de vallei van de Leedsebeek, op een hoogte van ongeveer 35 meter. Ten noorden van Lede ligt een heuvelrug die een hoogte heeft tot ongeveer 55 meter. De Leedsebeek vloeit naar de Leie en de Rooigembeek, die eveneens nabij Lede ontspringt, vloeit naar de Schelde.

## Nabijgelegen kernen
Eine, Huise, Wannegem.
Deelgemeenten: Huise · Kruishoutem · Nokere · Ouwegem · Wannegem-Lede · Zingem

Overige plaatsen: Lede · Lozer · Marolle · Wannegem

Belgische gemeenten · Arrondissement Oudenaarde · Oost-Vlaanderen · Vlaanderen